# Equatronic
Equatronic ist eine deutsche Synthie-Pop-Band, die seit den frühen 1990er Jahren die musikalische Entwicklung auf dem Gebiet der elektronischen Musik mitprägt. Dabei bestand die Band zunächst in unterschiedlicher Besetzung. Seit 2003 bestehen Equatronic durchgehend aus Oliver Thom und Dirk Gerlach.

## Geschichte
Nachdem der Bandleader und Sänger Oliver Thom Anfang der 90er Jahre bereits mit seiner Band "New Substance" Erfolge hatte, sich diese Band aber 1992 wieder auflöste, wurde 1993 Equatronic gegründet. Von Beginn an erweiterten Equatronic ihren Fankreis, was bis Mitte 1996 ausschließlich durch aufgenommene Tapes und Konzerte insbesondere im Saarland erreicht wurde.
1996 beschloss die Band, für die erste CD ins Studio zu gehen. Es sollte eine 5-Track e.p. mit eigenen Titeln aufgenommen werden. Dieses Projekt drohte zu scheitern, als Barbara Bay einen Tag vor Beginn der Aufnahmen überraschend ihren Rückzug von Equatronic bekanntgab. Nun stand Equatronic vor dem Problem, im Studio ohne Backgroundgesang dazustehen. Oliver Thom und Christian Scherer fragten Dirk Gerlach, der vorher bereits bei einem Konzert als Gastmusiker mit Equatronic aufgetreten war, ob er diesen Part für die Aufnahmen übernehmen könne. So konnten Equatronic im Sommer 1996 die CD dennoch fertigstellen und sie im Anschluss unter dem Titel "Shadowland e.p." veröffentlichen.
Aufgrund des Erfolges der ausverkauften Debüt-CD nahmen Equatronic 1997 unter Vertrag des Indie-Labels "Zoth Ommog" ein komplettes Album als Nachfolger namens "Shadowland" auf.
Dem folgten bereits ein Jahr später der Nachfolger "Motivation" und 1999 dessen US-Veröffentlichung "Motivation (US-Edition)", die sich in den USA als Verkaufsschlager herausstellte. Die "US-Edition" enthielt das ursprüngliche Album "Motivation" mit einem neuen Cover und Remixen und neue Songs als zusätzliche Tracks.
Equatronic intensivierten ihre Liveauftritte und traten in Europa auf, so gingen sie als Vorgruppe für die kanadischen SynthPopper "Psyche" auf Tournee. Es folgte 2001 das Album "Plas:tique" und wieder eine Tour. Danach wurde es zunächst ruhig um Equatronic.
Vor den Aufnahmen für das für Mitte 2003 geplante Best-Of-Album "Too close, too far and gone - the best of Equatronic remixed" stand eine Tournee in Skandinavien an, die jedoch zu scheitern drohte, da die Backgroundsängerin Dorothea Brandt aus terminlichen Gründen nicht teilnehmen konnte. Bandleader Oliver Thom fragte Dirk Gerlach, der bereits 1996 für die Aufnahmen des Debütalbums "Shadowland e.p." spontan für Barbara Bay eingesprungen war, ob er mit auf die Tournee gehen könne. So konnten die Konzerte in Skandinavien stattfinden.
Aufgrund des Erfolges der Konzerte und der guten Zusammenarbeit beschloss Oliver Thom, aus Equatronic wieder ein Trio zu machen und Dirk Gerlach mit in die Band zu nehmen.
Während der folgenden Aufnahmen für das besagte Best-Of-Album schied Dorothea Brandt überraschend aus der Band aus. Seit diesem Zeitpunkt Anfang 2003 bestehen Equatronic nunmehr aus dem Duo Oliver Thom und Dirk Gerlach.
Da für das Album nun eine Frauenstimme fehlte, übernahm für die Aufnahmen Svenja Koidl diese Parts und wirkte in der Folge auch bei vereinzelten Konzerten als Gastsängerin mit. Das Album „Too close, too far and gone - the best of Equatronic remixed“ erschien 2004.
Nach einer Single-Auskopplung aus dem Album ("Always the same") gab es Konzerte, aber kein neues Material mehr. So dauerte es bis zum Spätsommer 2007, bis Equatronic das Album "Endorphine" im Rahmen eines Konzerts auf der Radio-Salü Bühne bei dem Festival "50 Jahre Saarland" in Saarbrücken vorstellten.
2008 folgte eine weitere "Best-Of" mit 38 Tracks, die als Download erhältlich ist. Sie enthält eigene Originale, Remixe und Coverversionen.
2014 zum 20-jährigen Bandjubiläum erschien die CD "The Imperial". Die Single "The Cave" aus dem Album hielt sich 5 Wochen lang in den DAC (Deutsche Alternative Charts).
Zum letzten Auftritt der "The Imperial Tour" wurde das Duo um Dominik Mattes am Schlagzeug und Will Koch an der Gitarre ergänzt.
Aktuell befindet sich die Band im Studio und wird ab Ende 2015 wieder auf der Bühne stehen.
Auf dem 2016er Album "pulsatile" gehörten Dominik Mattes am Schlagzeug und Will Koch an der Gitarre zum Lineup.
Seit Juli 2020 arbeitet die Band wieder an einer neuen CD.

## Diskographie
| Albumname                                                    | Erscheinungsjahr | Medium                                |
| ------------------------------------------------------------ | ---------------- | ------------------------------------- |
| Shadowland e.p.                                              | 1996             | CD (5-Track-e.p.)                     |
| Shadowland                                                   | 1997             | CD                                    |
| Motivation                                                   | 1998             | CD                                    |
| Motivation (US-Edition)                                      | 1999             | CD                                    |
| plas:tique                                                   | 2001             | CD                                    |
| Too close, too far and gone - the best of Equatronic remixed | 2004             | CD (in DVD Case)                      |
| Always the same (12")                                        | 2005             | mp3 only with downloadable CD-artwork |
| Endorphine                                                   | 2007             | CD                                    |
| La mode dépêche - the best of 1993 - 2008                    | 2008             | mp3 only                              |
| The Imperial                                                 | 2013             | CD                                    |
| pulsatile                                                    | 2017             | CD                                    |

## Besetzung
| Name               | Bandmitglied von / bis       | Aufgabe                                           |
| ------------------ | ---------------------------- | ------------------------------------------------- |
| Oliver Thom        | 1993 – heute                 | Gesang, Programmieren, Komposition, Texte         |
| Dirk Gerlach       | 1996 (kurz) und 2003 – heute | Backgroundgesang, Texte, Komposition, Synthesizer |
| Dorothea Brandt    | 1998 – 2003                  | Backgroundgesang, Synthesizer                     |
| Christian Scherer  | 1994 – 1998                  | Synthesizer, Programmieren, Texte                 |
| Barbara Bay        | 1993 – 1996                  | Backgroundgesang                                  |
| Melanie Mege       | 1993 – 1995                  | Backgroundgesang                                  |
| Christian Buchheit | 1993 – 1995                  | Backgroundgesang                                  |
| Will Koch          | 2015 – 2018                  | E-Gitarre                                         |
| Dominik Mattes     | 2015 – heute                 | Schlagzeug                                        |

## Equatronic live
Equatronic traten und treten sehr häufig live auf. Dabei bedienen sie live den europäischen Markt, wobei die letzten Konzerte außerhalb Deutschlands 2003 stattfanden.
Seit 2003 spielen Equatronic auch auf größeren Festivals (z. B. Electricity Festival, Tanzritual Festival, Mystic Festival) und treten bei Einzelkonzerten gemeinsam mit bekannten Bands und Künstlern auf. So gab es bereits mehrere Auftritte mit der englischen Band Client (Band), der englischen Musikerin Anne Clark sowie mit Karl Bartos (ehemaliges Mitglied von Kraftwerk (Band)) oder The Twins (Band).
Eine Besonderheit ist, dass Equatronic kein fest stehendes Liveset nutzen, sondern die auf einem Konzert zu spielenden Songs je nach Stimmung und Anlass des Auftritts spontan auf der Bühne auswählen.

## Videos
Bisher existieren vier Equatronic-Videos. Das Video zu dem Song "Heart of Stone" vom Album "plas:tique" entstand 1999, "Shame" und "Always the same" vom Album "Too close, too far and gone - the best of Equatronic remixed" wurden 2003 bzw. 2004 gedreht und das Video zur aktuellen Single "Me, myself and I" aus dem Album "Endorphine" entstand Ende 2007. Das Video zu "The Cave" erschien 2014.
Da Equatronic Videos als "Goodies" für ihre Fans ansehen, werden diese nicht verkauft, sondern stehen zum kostenlosen Download bereit.